# Mi novia el...
Mi novia el... es una comedia picaresca argentina dirigida por Enrique Cahen Salaberry. Fue estrenada el 13 de marzo de 1975, y protagonizada por Alberto Olmedo y Susana Giménez. Su título original era Mi novia el travesti, sin embargo, la censura de aquel entonces no permitió su exhibición bajo dicho nombre ni que Jorge Pérez Evelyn, un famoso actor transformista, la protagonizara. A Susana Giménez se le permitió vestirse de hombre pero no al actor Jorge Pérez vestirse de mujer para encarnar su personaje de Evelyn, quien tuvo que exiliarse del país por amenazas de muerte. El filme se basa en la película alemana Viktor und Viktoria (1933) y la mayor parte de las escenas exteriores fueron filmadas en el desaparecido Pasaje Seaver.

## Argumento
Alberto (Alberto Olmedo) es un soltero ya avanzado en años que conoce a Dominique (Susana Giménez). Todos creen que Dominique es una travesti, de la cual se enamora Alberto, pero en realidad es una mujer que adoptó esa identidad para encontrar trabajo en el mundo del espectáculo. Esta confusión generará un enorme conflicto interno en Alberto, que cree haberse vuelto homosexual. Además, comienza a tener problemas en el trabajo ya que sus compañeros lo molestan por el hecho de salir con una supuesta travesti, y en su familia lloran de tristeza al enterarse por una revista de espectáculos sobre esa falsa noticia.

## Reparto
- Alberto Olmedo como Alberto (Laucha).
- Susana Giménez como Dominique/María Isabel.
- Tristán Díaz Ocampo como Alfonso.
- Marcos Zucker como Serafín.
- Cacho Espíndola como Lince.
- Adolfo Linvel como Don Francisco.
- Tincho Zabala como Gustavo.
- María Rosa Fugazot como Delia.
- Nené Malbrán como Margarita.
- Pedro Quartucci como Padre de Dominique.
- Alita Román como Madre de Dominique.
- Alfonso Pícaro como Novio.
- Menchu Quesada como Madre de Alberto.
- Jorge Porcel como Camarero.
- Leonor Onis como Operaria.
- Constanza Maral como Operaria.
- Raúl Ricutti como Portero del night club.
- Lilly Vicet como Empleada de tienda de lencería.
- Oscar Viale como Transeúnte que tropieza con Alberto.
- Pablo Cumo
- Daniel Miglioranza
- Cristina Fernández